# Vampire (Olivia Rodrigo)
Vampire è un singolo della cantante statunitense Olivia Rodrigo, pubblicato il 30 giugno 2023 come primo estratto dal secondo album in studio Guts.

## Descrizione
Vampire è stata scritta dalla stessa cantante insieme a Daniel Nigro, ed è stata prodotta da quest'ultimo.

## Accoglienza
Laura Snapes per The Guardian dichiara che «la strofa risulta essere di una leggerezza sognante che è diventata rapidamente il marchio di fabbrica della Rodrigo [...] Vampire indossa le ferite della Rodrigo che ricorda cosa c'è in gioco per le giovani donne». Mattia Marzi di Rockol descrive la canzone come «una ballata classica nella forma e nei suoni, nella quale Olivia Rodrigo si rivolge a un ex accusandolo di essersi comportato da vampiro, succhiando il suo sangue: una metafora per dire che ha approfittato di lei, del suo successo e della sua popolarità».

## Video musicale
Il video musicale, diretto da Petra Collins, è stato reso disponibile sul canale YouTube della cantante in contemporanea con la pubblicazione del singolo.
Nel video, Rodrigo esegue la canzone in un campo di fiori. Dopo circa un minuto viene rivelato che si sta  esibendo su un palcoscenico e viene colpita da una luce che cade. Mentre il ritmo inizia ad incalzare, Rodrigo, che ha una ferita sulla spalla, continua a esibirsi sanguinando su tutto il viso e sul vestito bianco.

## Tracce
Testi e musiche di Olivia Rodrigo e Daniel Nigro.
1. Vampire – 3:39

## Formazione
- Olivia Rodrigo – voce, cori
- Daniel Nigro – pianoforte, programmazione batteria, chitarra, percussioni, sintetizzatore, basso, produzione
- Benjamin Romans – pianoforte
- Paul Cartwright – viola, violino
- Sam Stewart – chitarra elettrica
- Sterling Laws – batteria
- Șerban Ghenea – missaggio

## Successo commerciale
La canzone ha ottenuto da subito un enorme successo commerciale e mediatico, raggiungendo la prima posizione in Australia, Canada, Irlanda, Nuova Zelanda e Stati Uniti, così come la Top 10 in Austria, Germania, Filippine, Grecia, Islanda, Lettonia, Lussemburgo, Malaysia, Norvegia, Paesi Bassi, Singapore e Regno Unito. Negli Stati Uniti, Vampire ha debuttato direttamente alla prima posizione della Billboard Hot 100, diventando la 67° canzone a debuttare in vetta alla classifica e rendendo la Rodrigo la prima artista nella storia della Hot 100 i cui singoli apripista dei primi due album della carriera hanno debuttato direttamente in cima alla classifica.

## Classifiche

### Classifiche settimanali
| Classifica (2023) | Posizione massima |
| ----------------- | ----------------- |
| Australia         | 1                 |
| Austria           | 8                 |
| Belgio (Fiandre)  | 26                |
| Belgio (Vallonia) | 3                 |
| Bielorussia       | 22                |
| Canada            | 1                 |
| Corea del Sud     | 177               |
| Danimarca         | 28                |
| Estonia           | 21                |
| Filippine         | 5                 |
| Finlandia         | 37                |
| Francia           | 45                |
| Germania          | 10                |
| Grecia            | 3                 |
| Hong Kong         | 15                |
| India             | 15                |
| Irlanda           | 1                 |
| Islanda           | 9                 |
| Israele           | 28                |
| Italia            | 46                |
| Kazakistan        | 5                 |
| Lettonia          | 9                 |
| Libano            | 5                 |
| Lituania          | 19                |
| Lussemburgo       | 10                |
| Medio Oriente     | 16                |
| Norvegia          | 10                |
| Nuova Zelanda     | 1                 |
| Paesi Bassi       | 4                 |
| Panama            | 59                |
| Polonia           | 22                |
| Portogallo        | 7                 |
| Regno Unito       | 1                 |
| Repubblica Ceca   | 23                |
| Russia            | 22                |
| Singapore         | 3                 |
| Slovacchia        | 24                |
| Spagna            | 53                |
| Stati Uniti       | 1                 |
| Svezia            | 20                |
| Svizzera          | 15                |
| Ungheria          | 14                |
| Vietnam           | 3                 |

### Classifiche di fine anno
| Classifica (2023) | Posizione |
| ----------------- | --------- |
| Australia         | 26        |
| Austria           | 44        |
| Bielorussia       | 158       |
| Canada            | 27        |
| Estonia           | 176       |
| Islanda           | 60        |
| Kazakistan        | 194       |
| Paesi Bassi       | 52        |
| Portogallo        | 83        |
| Regno Unito       | 14        |
| Russia            | 161       |
| Svizzera          | 81        |
| Classifica (2024) | Posizione |
| Australia         | 62        |
| Canada            | 35        |
| Islanda           | 86        |
| Portogallo        | 172       |
| Regno Unito       | 44        |
| Stati Uniti       | 57        |